# Secrétariat à l'Énergie du Mexique
Le Secrétariat à l'Énergie du Mexique est l'un des membres du cabinet présidentiel du Mexique, abrégé « SENER ».

## Liste des secrétaires
| - Gouvernement Vicente Fox - (2000 - 2003) : Ernesto Martens - (2003 - 2004) : Felipe Calderón - (2004 - 2005) : Fernando Elizondo Barragán - (2005 - 2006) : Fernando Canales Clariond - Gouvernement Felipe Calderón - (2006 - 2011) : Georgina Kessel Martínez - (2011) : José Antonio Meade Kuribreña - (2011 - 2012) : Jordy Herrera Gómez - Gouvernement Enrique Peña Nieto - (2012 - 2018) : Pedro Joaquín Coldwell - Gouvernement Andrés Manuel López Obrador - (2018 - 2023) : Rocío Nahle García - (2023 - 2024) : Miguel Ángel Maciel - Gouvernement Claudia Sheinbaum - (depuis 2024) : Luz Elena González Escobar |